# David L. Polishook
| 128054 Eranyavneh  | 28 giugno 2003 |
| 161315 de Shalit   | 19 agosto 2003 |
| 172425 Taliajacobi | 25 luglio 2003 |

David L. Polishook (1976) è un astronomo israeliano.
Dopo il dottorato ottenuto nel 2010 all'Università di Tel Aviv, ha proseguito la carriera da ricercatore al Massachusetts Institute of Technology.
Il Minor Planet Center gli accredita la scoperta di dodici asteroidi, effettuate tra il 2003 e il 2004.
Gli è stato dedicato l'asteroide 8464 Polishook.